# Tout contre Léo
Tout contre Léo è un film televisivo del 2002 diretto da Christophe Honoré e tratto dal romanzo omonimo dello stesso regista.

## Trama
Quando il ventunenne Leo, maggiore di quattro figli, annuncia alla sua famiglia di essere sieropositivo la notizia sconvolge tutti. La famiglia poi decide che il figlio più piccolo, Marcel, non debba venire a sapere nulla della casa. 
Marcel tuttavia ha capito che qualcosa di spiacevole sta accadendo a Léo e durante un viaggio a Parigi con lui, Marcel decide di confrontarsi col fratello.